# Qiziloba (Tartar)
Qiziloba est un village de la région de Tərtər en Azerbaïdjan.